# Vápenný potok
Vápenný potok (pol. Wapienny Potok) - potok w południowo-wschodniej Słowacji, lewobrzeżny dopływ Turni. Długość ok. 10,5 km.
Źródła na wysokości ok. 480 m n.p.m. pod południowo-wschodnią krawędzią Płaskowyżu Silickiego w Krasie Słowacko-Węgierskim. Spływa w kierunku południowo-wschodnim, początkowo głęboko wciętą dolinką, w źródłowym toku zasilany wodami źródła krasowego zwanego Svätá Anna. Niżej wypływa na teren Kotliny Turniańskiej, po czym poniżej wsi Hrušov na wysokości ok. 215 m n.p.m. uchodzi do Turni.